# Giovanni Battista Borsieri
Giovanni Battista Borsieri de Kanilfeld, noto anche con lo pseudonimo di Borserius de Kanifeld (Civezzano, 18 febbraio 1725 – Milano, 21 dicembre 1785), è stato un medico italiano.

## Biografia
Dopo i suoi studi a Padova, Bologna e Parma, divenne celebre sconfiggendo un'epidemia di peste a Faenza (1745).
Clemente XIV gli offrì la cattedra di professore a Ferrara.
In seguito l'imperatrice Maria Teresa gli offrì quella dell'Università degli Studi di Pavia, dove Borsieri fondò una clinica nel 1772 e divenne rettore dell'università. In seguito, nel 1778, fu nominato anche archiatra della corte di Milano.
Il nipote, Pietro Borsieri, fu un noto patriota. Le sue carte furono depositate presso l'archivio Storico Civico di Pavia.

## Opere

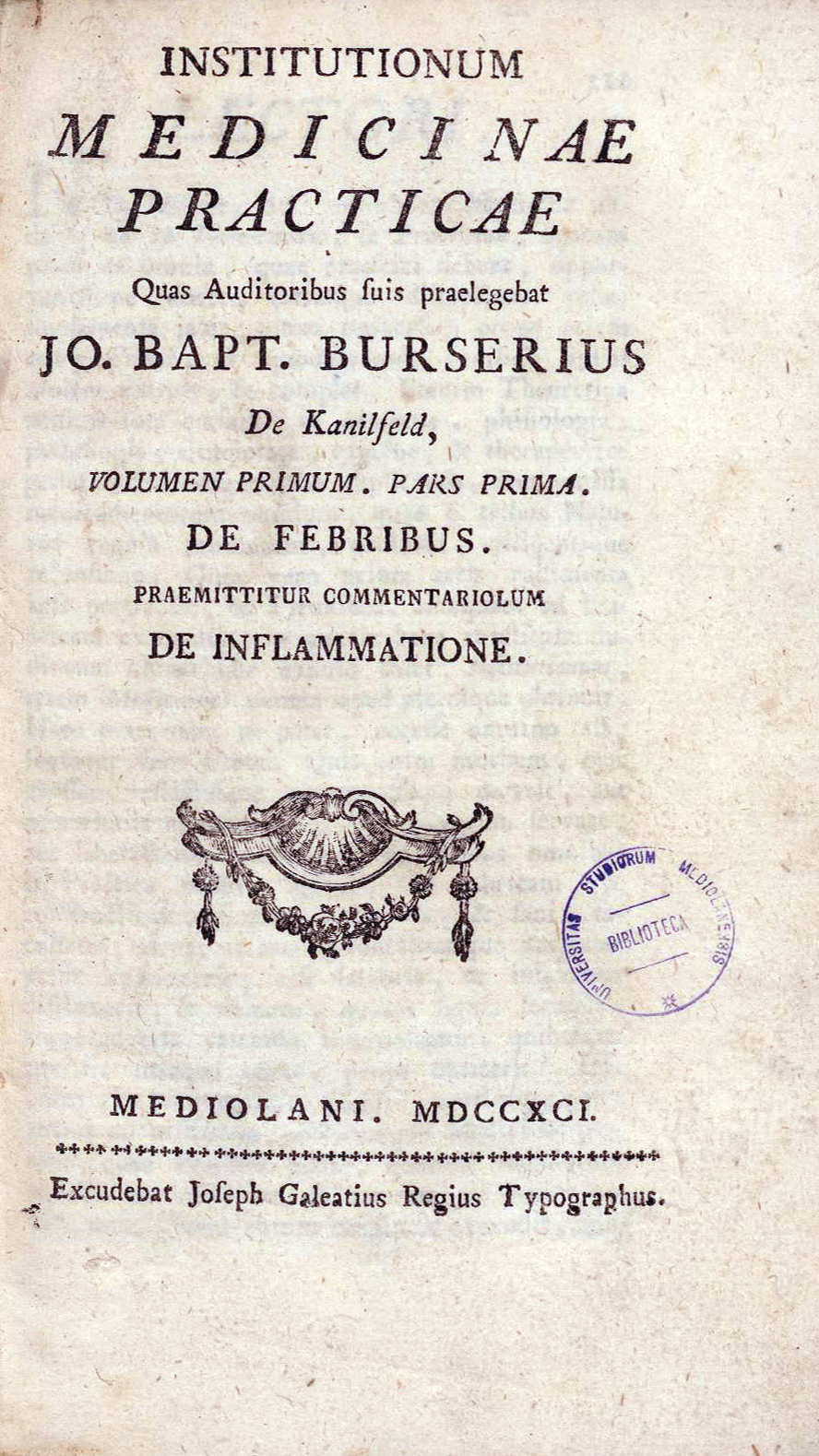
De febribus praemittitur commentariolum de inflammatione, 1785

Ha scritto diversi lavori, tra cui il più noto è Institutiones medicinae practicae.
- Nuovi fenomeni scoperti nell'analisi chimica del latte memori, Pavia, 1772
- De febribus praemittitur commentariolum de inflammatione, Milano, Giuseppe Galeazzi, 1785.
- Delle acque di S. Christoforo, Faenza, 1786.
- Institutionum medicinae practicae, quas auditoribus suis praelegebat, 5 voll., Milano 1781–1789
- Morbus pectoris complectens, Napoli, 1790
- The institutions of the practice of medicine, traduzione in inglese, Londra, 1800
- Opera posthuma, Verona, 1820
- Istituzioni di medicina pratica, Firenze, 1837
- Autobiografia, Trento, 1885